# Белпеш
Белпеш (фр. Belpech) насеље је и општина у јужној Француској у региону Лангдок-Русијон, у департману Од која припада префектури Каркасон.
По подацима из 2011. године у општини је живело 1.324 становника, а густина насељености је износила 31,18 становника/km². Општина се простире на површини од 42,46 km². Налази се на средњој надморској висини од 243 метара (максималној 371 m, а минималној 228 m).

## Демографија
| 1962. | 1968. | 1975. | 1982. | 1990. | 1999. | 2011. |
| ----- | ----- | ----- | ----- | ----- | ----- | ----- |
| 1.210 | 1.224 | 1.089 | 1.068 | 1.165 | 1.152 | 1.324 |

График промене броја становника у току последњих година